# 魯本·杜阿爾特
魯本·杜阿爾特·桑切斯（西班牙語：Rubén Duarte Sánchez；1995年10月18日—）是一位西班牙足球運動員，場上司職左後衛，現在效力於西甲球隊阿拉维斯，也曾代表西班牙青年國家隊參加国际比賽。